# Sandmühle (Duisburg)

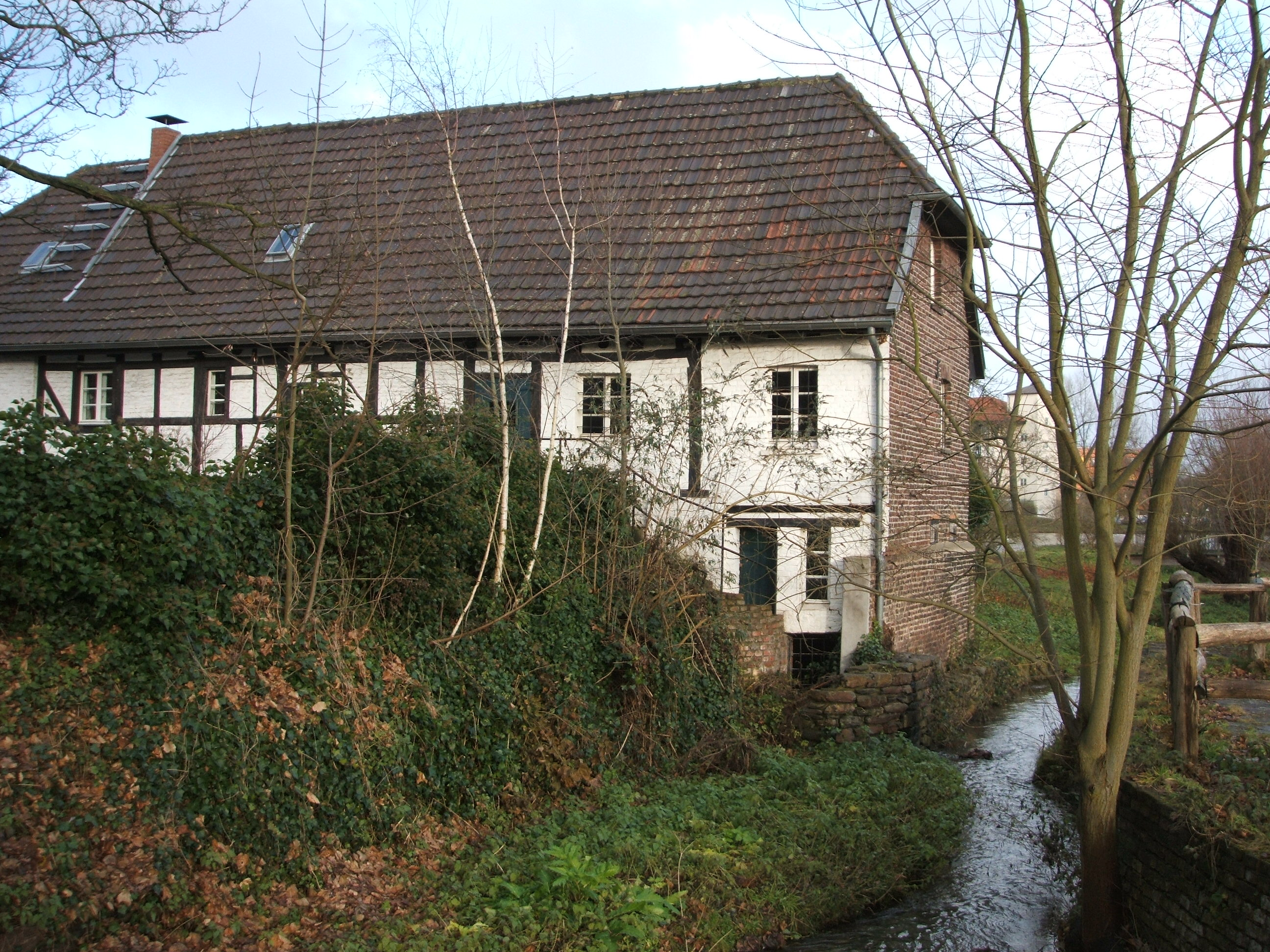
Sandmühle (Duisburg) – Südostseite

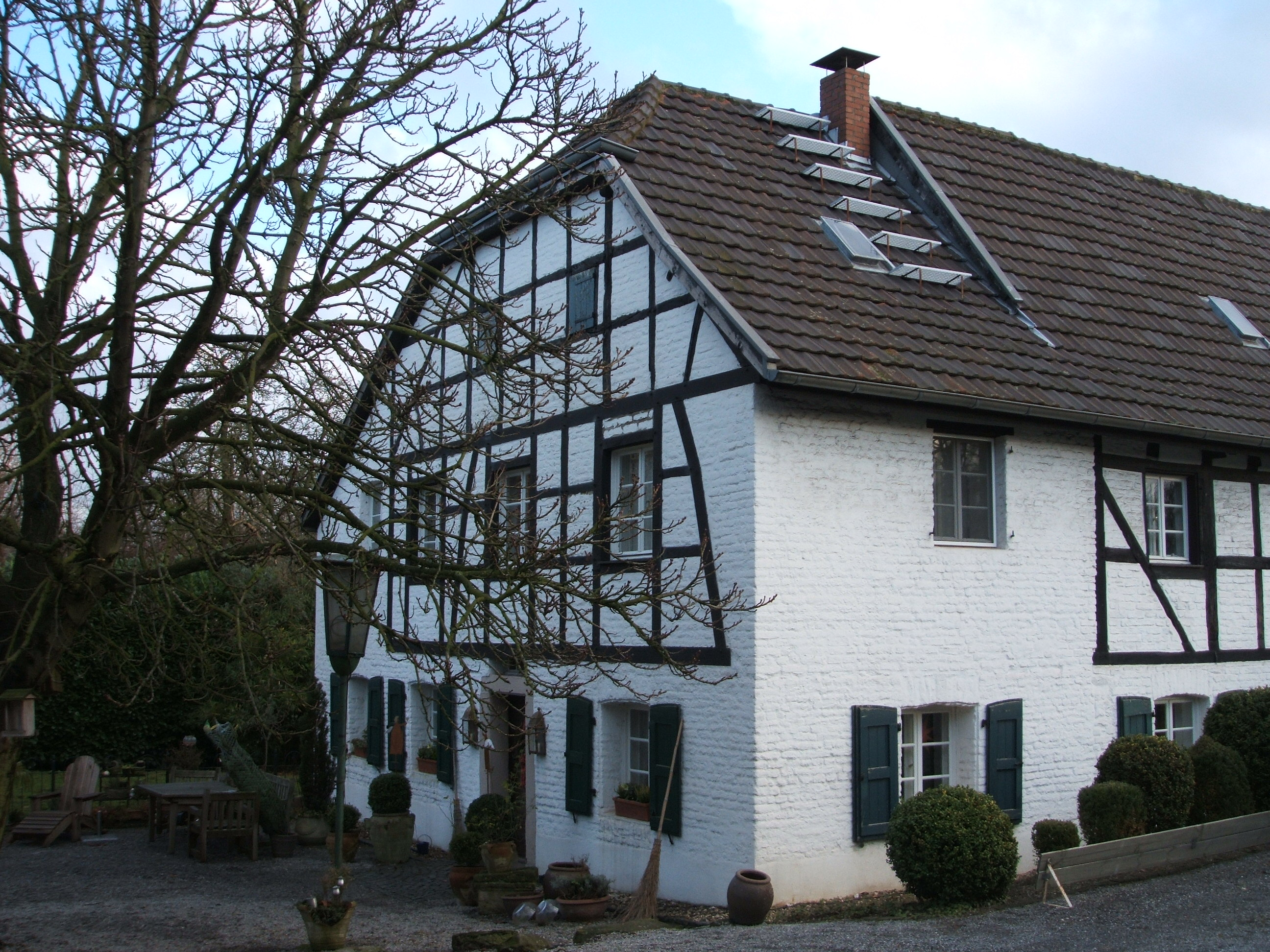
Sandmühle (Duisburg) – Südwestseite

Die Sandmühle ist ein historischer Mühlenhof im Südosten des Duisburger Stadtteils Huckingen an der Düsseldorfer Landstraße und am alten Angerbach.

## Namensherkunft
Der Name sant moelen der ehemaligen, wassergetriebenen Getreidemühle ergibt sich aus der geographischen Lage. Das Gebäude wurde am alten Angerbach an einem Ausläufer des Heidbergs, einer Sanddüne des Rheinurstromtals errichtet.

## Besitzer und Pächter
Die erste urkundliche Erwähnung stammt aus dem Jahr 1448. In einer Abschrift der Urkunde aus dem 16. Jahrhundert werden dem Ritter Hermann von Winkelhausen seine Eigentumsrechte an der Sandmühle von seinem Landesherrn Gerhard Herzog zu Jülich und Berg und Graf zu Ravensberg bestätigt. Die Urkunde sagt ferner, dass diese Rechte bereits „den Eltern und Vorfahren Hermanns gegeben“ worden waren. 1551 übertrug Hermann von Winkelhausen die Mühle als Ehesteuer an seinen Neffen Johann. 1884 verkaufte Fürst Alfred von Hatzfeld-Wildenburg das Gut Sandmühle, zu dem damals mehr als 15 ha Grundbesitz in den Gemeinden Huckingen, Mündelheim und Wittlaer gehörten, an den Grafen von Spee, der wiederum die Sandmühle 1952 an die Stadt Duisburg verkaufte.
Die Sandmühle war bis in das 20. Jahrhundert hinein verpachtet. Dabei ist auffällig, dass die Mühle über Generationen in Händen derselben Familien blieb. Der älteste bekannte Pachtbrief stammt aus dem Jahr 1685. In diesem wird die Sandmühle an Theißen Siepenkotten und Ehefrau Metschen Brockhauß verpachtet. Weitere Pächter waren Heinrich Siepenkotten (1773–1783), sein Sohn Johannes (1783–1792), dann wieder Heinrich Siepenkotten sowie sein Enkel Heinrich Bors und dessen Nachfahren bis zum Anfang des 19. Jahrhunderts. Danach ging die Sandmühle an eine Familie Holzschneider, bis 1910 an die Familie Schmitz (Frau Schmitz war eine geborene Holzschneider), 1910–1931 an die Familie Bloemenkamp (Frau Bloemenkamp war eine geborene Schmitz) sowie 1931–1956 an Michael Kreifels, einem Sohn des Nachbarn vom Gut Kesselberg.

## Archäologische Erkenntnisse
Der Mühlenhof besteht heute aus dem im Laufe der Jahrhunderte mehrfach erweiterten und verändertem Mühlengebäude sowie zwei weiteren freistehenden Gebäuden vermutlich aus dem 19. Jahrhundert, nämlich eine nordwestlich gelegene Backsteinscheune sowie ein weiteres Backsteingebäude im Südwesten.
Archäologische Untersuchungen haben ergeben, dass das Mühlengebäude in mindestens 6 Bauphasen entstanden ist. Ein mittelalterlicher Vorgängerbau, ein steinerner Saalbau, stammt nach Experteneinschätzung aus dem 12.–13. Jahrhundert. Hiervon zeugen ca. 1,20 m starke und etwa 1,80 m tiefe Bruchsteinfundamente im Innern des heutigen Mühlengebäudes. Darauf aufbauend wurde um 1687 der Kern des heutigen Mühlengebäudes errichtet. Eine nördliche Erweiterung erfolgt vermutlich im 18. Jahrhundert, eine westliche Erweiterung zwischen 1800 und 1805, welche 1906 noch einmal erweitert wurde. 1913 wurde das Gebäude auf der Ostseite ausgebaut.
Bautyp und die Lage zwischen Angerbach, Bruchgraben sowie einem einer Karte von 1817 zu entnehmenden Wassergraben legen einen mittelalterlichen Adelssitz in Form einer Wasserburg nahe. Es wird vermutet, dass das auf der anderen Seite der Anger gelegene Gut Kesselsberg als Wirtschaftshof für den Adelssitz Sandmühle fungierte. Wann genau der Adelssitz Sandmühle zur Wassermühle wurde, ist nicht bekannt. Allerdings ist ersichtlich, dass der Angerbach, der ursprünglich etwas weiter östlich floss, zwecks Nutzung für die Wassermühle an das Mühlengebäude herangeführt wurde.
Die archäologischen Befunde belegen ferner, dass in der zweiten Hälfte des 17. Jahrhunderts, vermutlich mit der Verpachtung an Theißen Siepenkotten in 1685, der inzwischen verfallene Adelssitz aufwendig saniert und ausgebaut wurde. So wurde zur Stabilisierung ein alter Mühlstein unter das marode Fundament gelegt, auf den alten Bruchsteinfundamenten ein neues, in wesentlichen Teilen noch heute stehendes Fachwerkgebäude errichtet und vermutlich auch zu diesem Zeitpunkt ein zweites Wasserrad eingebaut.

## Nutzung
Die Sandmühle war während ihrer gesamten Nutzungszeit eine Kornmühle. Zu beachten ist, dass bis in das 19. Jahrhundert hinein der Bau und der Betrieb einer Mühle ein landesherrliches Privileg war. Damit verbunden war ein Mahlzwang, der für alle im Mahlbezirk liegenden Güter und Höfe galt. Für die Sandmühle beinhaltete dieser Zwangsbereich die Ortschaften Huckingen, Serm, Mündelheim, Ehingen und Rheinheim.
Bis 1913 wurde die Mühle durch Wasserräder angetrieben. Dann wurden diese wegen der höheren Effizienz durch eine Turbine ersetzt. Zeitgleich wurde die Osterweiterung des Mühlengebäudes durchgeführt.
Nachdem 1927 der Angerbach begradigt und auf die Westseite Huckingens verlegt wurde und damit das alte Angerbachbett trockengelegt war, musste die Mühle elektrisch betrieben werden. 1956 wurde der Mühlenbetrieb eingestellt und der letzte Müller verließ die Sandmühle. Der Wohnbereich des Mühlengebäudes war dann noch bis in die 1980er Jahre bewohnt.
Bereits damals gab es Überlegungen, die Sandmühle zu sanieren, da das Gebäude erhebliche Mängel aufwies. Feuchtigkeit in Wänden und Fußböden sowie entsprechender Hausschwammbefall waren die Hauptprobleme. Zwischen 1990 und 1992 wurde die anstehende Sanierung vorbereitet. Das Gebäude wurde vermessen, vorhandene Konstruktionen und Baustoffe aufgenommen sowie Schäden und Schwachstellen identifiziert. Nachdem entschieden wurde, dass die Nutzung unverändert beibehalten werden sollte, d. h. ein Wohnbereich in der westlichen Erweiterung von Anfang des 19. Jahrhunderts sowie die Mühlenräume im Kern des Gebäudes ohne ständige Nutzung, wurde die eigentliche Sanierung zwischen 1992 und 1995 vorgenommen.
Die Sandmühle ist heute ein Bau- und Bodendenkmal der Stadt Duisburg. Die Westerweiterung des Mühlengebäudes wird heute wieder bewohnt. Die beiden Backsteinbauten werden gewerblich genutzt.